# Ruggiero
Ruggiero é um personagem principal dos épicos românticos italianos Orlando Enamorado de Matteo Maria Boiardo e Orlando Furioso de Ludovico Ariosto. Ruggiero apareceu originalmente no épico francês do século XII Aspremont, retrabalhado por Andrea da Barberino como o romance de cavalaria Aspramonte. Nas obras de Boiardo e Ariosto, ele é considerado o ancestral dos patronos de Boiardo e Ariosto, a família Este de Ferrara, e ele desempenha um papel importante nos dois poemas.

## História
Ele é filho de um cavaleiro cristão (Ruggiero II de Régio da Calábria, descendente de Astíanax, filho de Heitor) e de uma senhora sarracena (Galaciella, filha de Agolante, rei da África). Quando o pai de Ruggiero é traído e assassinado, sua mãe foge para o mar de barco, pousa na costa da Líbia e morre após dar à luz gêmeos. Ruggiero é criado desde a infância pelo mago Atlante na África como um guerreiro sarraceno (em Ariosto, Marfisa é irmã gêmea de Ruggiero).
Ruggiero é o assunto de duas possíveis profecias. Seu primeiro destino possível é converter-se ao cristianismo, casar-se com Bradamante e gerar uma linhagem de heróis que o levará à nobre casa de Este na Itália, mas será traído e morto logo após seu casamento. Seu segundo destino possível é permanecer um sarraceno e ser a causa da queda do Império Franco. Atlante é ferozmente protetor de Ruggiero e o mantém escondido em um castelo invisível no topo do Monte Carena na África.
O rei Agramante da África propõe invadir a França e reúne seu conselho de guerra em seu palácio em Biserta. O rei de Garamanta se levantou e profetizou que tal invasão estava condenada a menos que eles tivessem o jovem Ruggiero ao seu lado. Ele foi a chave para sua vitória. (Garamanta não sabia da outra profecia possível sobre Ruggiero) Agramante enviou grupos de busca à procura de Ruggiero, mas não conseguiu encontrá-lo devido à feitiçaria de Atlante.

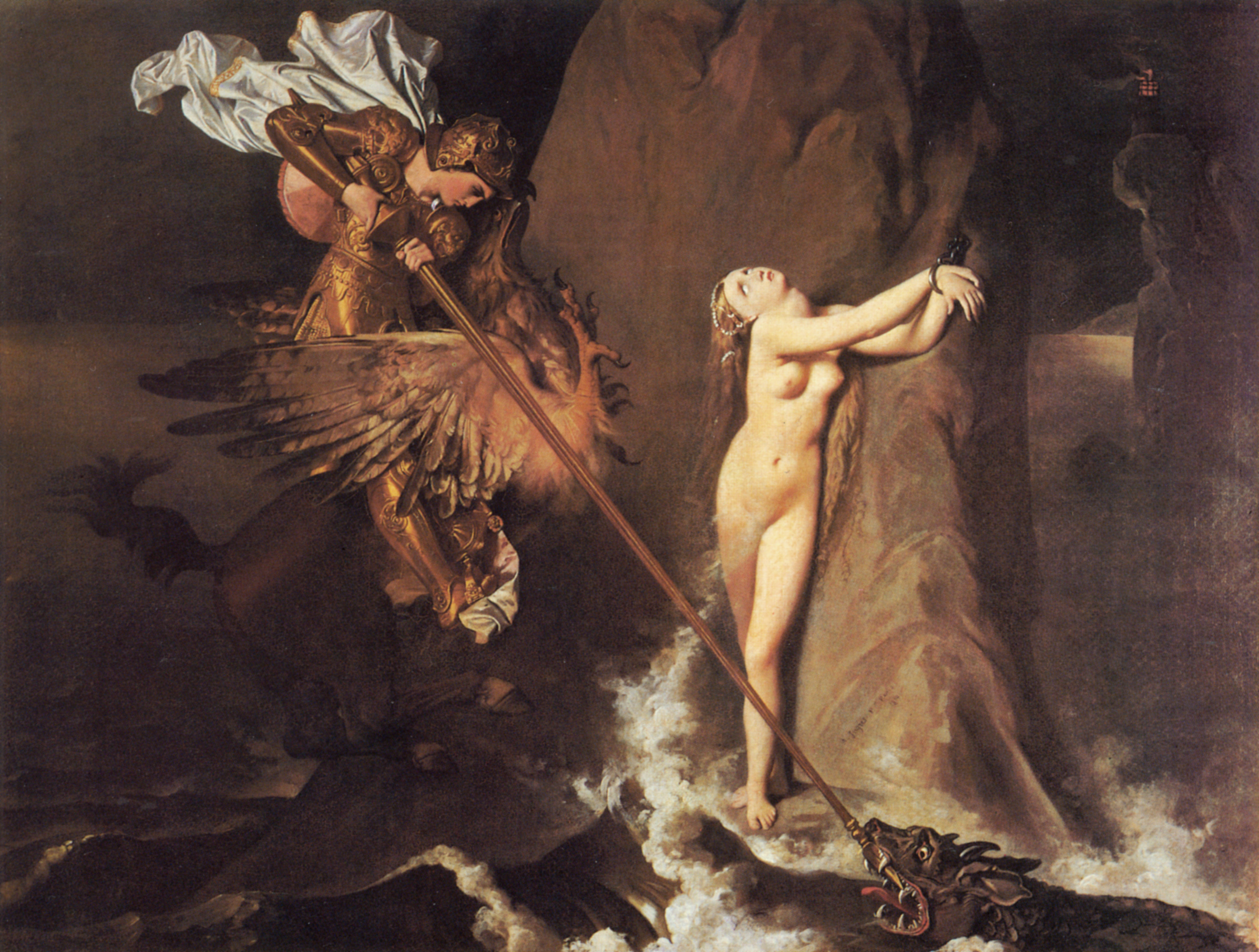
Ruggiero Resgatando Angelica por Jean-Auguste-Dominique Ingres

O ladrão Brunello foi enviado para o leste do reino de Catai para roubar um anel mágico de Angélica que removeria todos os encantamentos dos olhos do usuário. Assim que Brunello voltou com o anel roubado, Agramante encontrou o castelo escondido. Um torneio foi realizado na base do Monte Carena e Ruggiero foi atraído para fora.
Depois que Ruggiero recebeu uma espada, armadura e um cavalo de Brunello, ele entrou em uma luta corpo a corpo e se tornou o campeão do torneio. Mais tarde, ele foi nomeado cavaleiro por Agramante e se juntou ao exército sarraceno em sua invasão da Europa, contra a vontade de Atlante.
O exército de Agramante se junta às forças de Rodomonte que estão lutando contra os francos na guerra de fronteira em Montalbano (Montaubã). Ruggiero mostra suas proezas militares na batalha e tem duelos com Orlando e Rinaldo. Ambos os duelos são interrompidos.
Após o fim da batalha do dia, Ruggiero conhece e se apaixona pela cavaleira cristã Bradamante (irmã de Rinaldo). Ela é atacada e ferida por patrulhas sarracenas e Ruggiero defende sua honra. Durante a luta, Bradamante e Ruggiero são separados pela primeira de muitas vezes.
Atlante então toma Ruggiero como refém e o mantém em um castelo encantado com senhores e damas para lhe fazer companhia. Bradamante resgata Ruggiero, mas ele logo é levado a escalar nas costas de um hipogrifo.
O hipogrifo o leva para uma ilha a leste da Índia e ele é mantido em cativeiro pela feiticeira Alcina em sua ilha mágica. Ruggiero esquece seu amor por Bradamante e se apaixona pelos encantos de Alcina. Ele está lá até que seja ajudado pela boa feiticeira Melissa.
Ele resgata a princesa Angélica, que foi oferecida como sacrifício a um orc que vive na água. Finalmente, ele é batizado no Cristianismo e se casa com Bradamante. Rodomonte aparece na festa de casamento e acusa Ruggiero de trair a causa sarracena. Os dois cavaleiros duelam, terminando com a morte de Rodomonte.

## Representações

### Opera
Ruggiero aparece em várias óperas, incluindo La liberazione di Ruggiero (1625) por Francesca Caccini, Alcina (1735) por Handel e é o personagem principal de Il Ruggiero de Johann Adolph Hasse.

### Filme
Ruggiero é interpretado por Ron Moss no filme italiano Paladini-storia d'armi e d'amori ("Paladinos — a história do amor e das armas", também conhecido como "Corações e Armaduras").